# 反對逃犯條例修訂草案運動的起因
香港在2019年爆發了反對逃犯條例修訂草案運動，而其發起的背後原因有很多，其中最直接的原因是中共中央紀委倡議推動《2019年逃犯及刑事事宜相互法律協助法例（修訂）條例草案》。然而也包含了其他因素，如中港矛盾、對民主改革的訴求、銅鑼灣書店事件或者對失去自由民主的擔憂等。警方隨後所采取的行動以及其後的立法推行企圖則直接觸發了整個城市的大規模抗議活動。

## 原因

### 中港矛盾
2012年梁振英上任香港行政長官後，推行港深两地融合的政策，使香港成為深圳最大貿易夥伴，並在經濟、教育等多個領域加深合作。其政策不顧香港承載力地引入過多觀光客及大量新移民，所引發的種種弊處亦進一步激化矛盾。同年，習近平出任中共中央總書記執政後，中國的人權狀況持續惡化，當局大力打壓社會的反對聲音，港人對中國共產黨治下的中國觀感日益變差，遂形成中港矛盾。

### 民主改革
抗議爆發的其中一個根本原因可能是由於民衆認爲當前的民主改革步調過於緩慢。
在抗議活動期間，香港立法會中約有一半的立法者為由地方直選直接當選，另有大一部分則爲功能界別選舉而出，僅有極其少量的人選是廣泛民主投票產生的。這種情況和1997年香港回歸中國以來香港民衆所要求的普遍選舉需求相背馳。而且事實上《香港基本法》的第45條則明確規定了實現普選的最終目標，憲法相關原文指出：
|  | ……行政長官的產生辦法根據香港特別行政區的實際情況和循序漸進的原則而規定，最終達至由一個有廣泛代表性的提名委員會按民主程序提名後普選產生的目標。 |

在過去2016年及2017年香港政治制度改革提案被否決直接導致了可以直接選舉行政長官的政府機關——選舉委員會的成員數量直接從700萬人減少到了1200人左右。
在第六届立法會議中，一些持反對意見的立法者則在行政長官當選之後直接被取消成員資格，受到波及的人有：游蕙禎、梁頌恆、劉小麗、姚松炎、羅冠聰、梁國雄。除此以外，還有許多被取消成爲候選資格的人，例如被法院裁定剝奪資格的周庭。
《經濟學人》表示，香港人在2014年雨傘革命以及2016年政治制度改革後開始認爲，「中國共產黨最終履行承諾給予他們更多民主」的現實情況是「這個承諾只會意味著只有投票給該黨認為是正統統治者的機會」，並對現實情況表示感到十分失望。英國《金融時報》在反對逃犯條例修訂草案運動時期（2019年6月12日）表示：「然而，絕大多數的香港人不相信林女士是在沒有得到北京背後支持的情況下帶來了這場危機（即引渡法案）」。

### 憂慮失去高度自治
早在中共中央推動2019年香港引渡法案擬議之前，有部分香港人懷疑中國大陸地區已經在特別行政區内施行《基本法》所禁止的司法引渡。
2015年底，中國由於香港銅鑼灣書店出售在大陸屬於違法行為的政治敏感刊物，中央政府派出國安人員秘密逮捕了該書店的擁有者林榮基和在此工作的幾名工作人員，其中林榮基遭到了五個月的單獨監禁。据林榮基本人表示，他在此期間內被限制無法撥打電話來聯絡外界，而且除了合作閲讀認可一份有罪懺悔聲明書以外別無選擇。同時，當事人的法律代理權也遭到剝奪，其他相關人士也被迫牽連到了圖書銷售犯罪的指控當中，并且相關的匿名作者和客戶資訊也被强制要求交出。在林榮基到香港被釋放後，他與媒體公開講述他的遭遇。其本人批評中國警察稱「他們想把你鎖起來，直到你發瘋」。而且認為他在中國大陸沒有家屬所以不用擔心他們受到牽涉。他表示「在我決定告訴你所發生的事情之前，我已經考慮了兩個晚上，盡可能原始和完全地......我也想告訴整個世界。這不是關於我，這不單是關於書店事情，這是關乎每個人的。」
2017年許，居住於香港的中國大陸富豪萧建华也遭到了逮捕並失蹤。
對這些事件的擔憂被認為是抗議活動的原因之一。批評者指出，中央政府正在削弱香港法院和新聞媒體的獨立性。還有人擔心當局將利用該法案派遣持不同政見者，活動家和其他在香港的人士（包括外國遊客）在由黨控制的大陸法院接受審判。

### 2019年香港引渡法案立法
政府對立法香港引渡法案的固執態度也被認爲是點燃整個抗議活動的火花。引渡法案在提出後隨即就遭到了社會各界的批評反對，但是政府持續不願讓步。
具體而言，例如有當地的許多一般而言總是會支持政府的商會對該法案的推行表示反對。其中一個具體的人物是香港立法會議員田北辰，其公開敦促香港行政長官林鄭月娥在當年5月撤回該法案，除此以外他還提出了一種新的處理潘曉穎命案的方案，同時他也表示他本人的建議得到了商界的支持。然而政府并沒有停止法案的繼續推行。
除此以外，律師界在6月6日也發起了一場當地有記錄以來最大規模的無聲游行以抗議該法案的提出。
據報導在6月9日立法會即將恢復二讀進程時，有100多萬公民舉行示威。在親政府（以及建制派）議員在立法會占多數開始意味著該法案最終將會通過之後，示威活動徹底爆發。提議恢復二讀引發了6月12日的抗議，該次抗議活動在最後甚至演變成一場大規模的劇烈警民衝突。6月15日，林鄭月娥宣布立法程序已無限期暫停。然而，從6月15日到9月4日以來林鄭月娥一直拒絕撤回該法案，這並沒有達到抗議者的要求。

### 警方過份武力處理示威
6月9日之後的抗議活動的參與者、許多泛民主派立法者、學者以及批評者則認為警察對抗議活動是阻礙抗議活動的一個因素，他們對警察所承擔的責任程度進行了各種評估。
此外，在7月份在警察和抗議者之間宣布中立的立法者陳沛然也參加了隨後的醫生護士大會，並于8月發出對過度使用警察部隊的譴責。抗議者和其他人強調了警察部隊過度使用武力的情況。
例如，在6月12日，警方在示威者舉行的已經合法的、警方也發出了不反對通知書的中信大廈抗議活動中依然使用了催淚瓦斯來驅逐抗議人群。隨後，香港監警會的議員表示，對於催淚瓦斯的是否使用問題上，警方的表現「不理想」。對於警方的行為，至少導致了隨後大規模的抗議活動。主辦方聲稱在6月16日的抗議活動中大約有200萬人參加了遊行抗議，不過其他數據統計來源的結果則少於主辦方的宣稱數量。即使如此，絕大多數的統計報告表明這可能是有紀錄以來創立最大活動數量紀錄的一次抗議活動。
與此同時，7月21日元朗襲擊事件中，由於對警方與恐怖襲擊者有相互勾結的嫌疑，整個抗議活動延展到了新界的衛星城元朗。根據公安條例，抗議活動需要警方發出的不反對通知書方可舉辦。然而，警方實際上已經在幾天之前已經發出了反對通知書，即便如此，活動當天依然有許多抗議者在原定集會地點聚集。這些人以去元朗購物為理由在元朗聚集並藉機表示對警方的行為的不滿。7月27日抗議活動後，泛民主黨派立法者再一次簽署了一份抗議警察暴力行為的請願書，並批評警察的做法「近乎報復」。他們還表示，繼續發出反對通知書只會造成更多人參與抗議活動從而形成惡性循環。
事實上，抗議活動一直沒有終止，越來越多的催淚瓦斯、布袋彈以及橡膠子彈被投入使用。不僅是在香港島，警察使用武力的範圍隨著抗議活動一起蔓延，警方在該市的許多衛星城市都使用了催淚瓦斯。在8月5日抗議活動中，警方使用了大約800枚催淚彈。許多組織對這種濫用行為表示了譴責。
國際特赦組織香港分會也對警方的行為表示批評。例如，在8月11日抗議活動之後的8月12日，抗議活動已經延續長達兩個多月之時（以6月9日起開始計算，若從4月算起則超過兩個月），該分會宣佈：「香港警方再次使用催淚彈以及橡膠子彈的方式已經無法符合國際標準。他們在幾乎沒有充足撤退時間的狹窄區域內朝向示威者的射擊行為已經違背了驅散人群的實際目的。」
2019年在遮打花園舉行的示威則譴責了警察對被捕抗議者所發生的性暴力侵害事件。

## 官方說法
香港政府未有明確地對運動起因作出官方的解釋，但在一些發言中可見到政府的一些理解。
國務院港澳事務辦公室在7月29日回答記者問題時，提及香港出現一些經濟民生方面問題，他稱「香港當前確實存在深層次問題，比如土地房屋、青年的向上流動性等等」又稱這些問題「既有複雜因素和社會根源，也有國際背景」。
香港行政長官林鄭月娥在9月4日發言，表示這場社會運動反映了香港的多種社會問題。她稱「經過兩個多月因修例工作引起的衝突，大家都意識到，我們眼前的矛盾是反映了長期積壓的政治、經濟和社會問題，例如房屋和土地供應、貧富懸殊、社會公義、青年人的機遇，以至公眾參與決策等」。

## 對國外勢力干涉的指控
中華人民共和國政府對抗議活動受到了國外勢力的干涉進行了指責，行政會議成員暨前立法會議員葉國謙也提出了類似的指控，但香港警務處的一名高級官員在8月份向一群記者進行背景介紹會期間告訴美國有線電視新聞網「他們沒有收集到有外國政府資助或者鼓動抗議活動的證據」。而一名高级警官亦在香港警察总部的简介会上私下对BBC及其他国际媒体表示「香港本地人才是罪魁禍首」。

## 影響
在6月的示威遊行之後，示威者提出了五個對關鍵性要求並稱之為「五大訴求」。其中一個通行的版本要求「落實真雙普選」。另外在6月早些的一些被報導版本中的這條則改為「林鄭月娥下台」或者是沒有該項目的「四大訴求」。
除此條以外的四個主要要求還包括：「撤回逃犯條例修訂草案」、「收回暴動定性」「釋放被捕人士並撤銷對其指控」、「成立獨立調查委員會追究警隊涉嫌濫用武力的問題」。